# Tancrou
Tancrou ist eine französische Gemeinde mit 330 Einwohnern (Stand: 1. Januar 2022) im Département Seine-et-Marne in der Region Île-de-France. Sie gehört zum Arrondissement Meaux und ist Teil des Kantons La Ferté-sous-Jouarre (bis 2015: Kanton Lizy-sur-Ourcq).
Die Einwohner werden Tancrétiens genannt.

## Geographie
Tancrou liegt etwa zwölf Kilometer ostnordöstlich von Meaux und etwa 52 Kilometer ostnordöstlich von Paris an der Marne.

### Nachbargemeinden
Umgeben ist Tancrou von den Gemeinden Mary-sur-Marne im Norden und Nordwesten, Ocquerre im Norden, Cocherel im Nordosten, Chamigny im Osten und Südosten, Jaignes im Süden, Armentières-en-Brie im Südwesten sowie Isles-les-Meldeuses im Westen.

## Bevölkerungsentwicklung
| Jahr      | 1962 | 1968 | 1975 | 1982 | 1990 | 1999 | 2006 | 2017 |
| Einwohner | 287  | 250  | 226  | 222  | 267  | 272  | 314  | 357  |

## Sehenswürdigkeiten
- Kirche Saint-Donatien-Saint-Rogatien

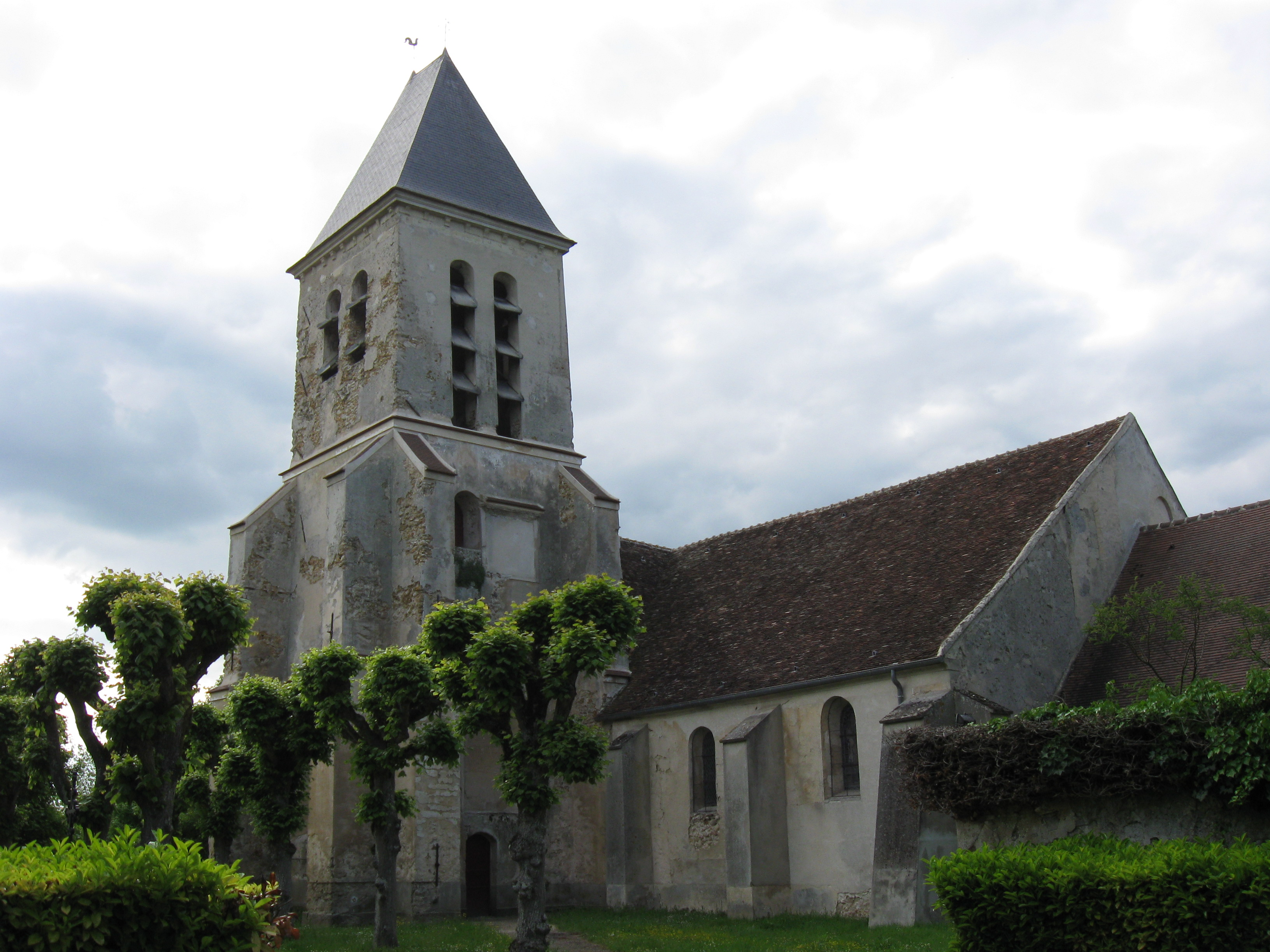
Kirche Saint-Donatien-Saint-Rogatien